# Giuseppe Galante
Giuseppe Galante   (Domaso, 2 de setembre de 1937 - Gravedona ed Uniti, 19 de desembre de 2021) fou un remer italià, ja retirat, que va competir durant la dècada de 1960.
Durant la seva carrera esportiva va prendre part en tres edicions dels Jocs Olímpics d'Estiu. El 1960, als Jocs de Roma, guanyà la medalla de plata en la prova del quatre sense timoner del programa de rem. Formà equip amb Tullio Baraglia, Giancarlo Crosta i Renato Bosatta. Quatre anys més tard, als Jocs de Tòquio, guanyà una nova medalla de plata en la prova del quatre amb timoner, aquesta vegada formant equip amb Emilio Trivini, Renato Bosatta, Franco De Pedrina i Giovanni Spinola. La tercera i darrera participació en uns Jocs fou el 1968, a Ciutat de Mèxic, on fou quart en la prova del quatre amb timoner.
En el seu palmarès també destaquen dues medalles al Campionat d'Europa de rem, d'or el 1961 i de bronze el 1964; i una medalla de plata als Jocs del Mediterrani del 1963.